# Guillaume Lacroix (producteur)
Pour les articles homonymes, voir Guillaume Lacroix et Lacroix.
Guillaume Lacroix, né en 1974, est un producteur de télévision et le directeur de publication du média en ligne Brut. Il est également le cofondateur du Studio Bagel.

## Biographie
Après des études à Institut d'études politiques de Grenoble, il rejoint la rédaction des sports de TF1, au début des années 2000 et produit les émissions dominicales : Automoto et Téléfoot. Il co-anime avec Stéphane Cohen, l'émission Génération Surf sur TF1.
De novembre 2006 à janvier 2007, il présente aux côtés de Sandrine Quétier sur TF1 : 50 minutes inside, une émission qui suit l'actualité des peoples. Il est remplacé par Nikos Aliagas à la présentation en janvier 2007, mais il garde la rédaction en chef jusqu'en 2010, année où il quitte le groupe TF1.
De 2010 à 2015, il est à la tête, avec Éric Hannezo qu'il a côtoyé à TF1 et Vincent Labrune, de la société de production Black Dynamite,. Dans le même temps, il fonde en 2012, avec Lorenzo Benedetti, le Studio Bagel.
En 2016, il rejoint Together Media aux côtés de Renaud le Van Kim et Luc Besson qui produit des émissions pour la télévision. La même année, il lance avec Renaud le Van Kim et Laurent Lucas Brut, le média d'information en ligne.
En 2018, il souhaite une internationalisation de la plateforme,. En 2021, la plateforme se diversifie avec le lancement de BrutX, un site de streaming vidéo.
En 2024, Guillaume Lacroix annonce que le média social Brut. sera bénéficiaire après 8 années à être déficitaire.